# Marcel Hirscher
Marcel Hirscher (n. 2 martie 1989, Hallein, Salzburg, Austria) este un fost schior austriac ce a participat la Cupa Mondială de Schi Alpin. Hirscher și-a făcut debutul la Cupa Mondială în martie 2007.

## Carieră
La Jocurile Olimpice de iarnă din 2010, Hirscher s-a clasat al patrulea la slalom uriaș și al cincilea la slalom la Whistler Creekside. S-a clasat al patrulea la slalom uriaș la Campionatele Mondiale din 2009, dar și-a rupt glezna la sfârșitul de săptămână ce a precedat Campionatele Mondiale din 2011, ceea ce a încheiat sezonul 2011.
Revenind după accidentare, Hirscher a avut cel mai bun sezon până în prezent în ceea ce privește victoriile în 2012, cu 9 victorii și un total de 14 podiumuri, toate în cele două probe tehnice (cu excepția unui loc trei la ultimul Super-G al sezonului). A câștigat Cupa Mondială titluri la general și la slalom gigant, și locul trei la slalom.
În octombrie 2012, Hirscher a fost distins cu Premiul Schiorul de Aur, de către membrii Asociației Internaționale a Jurnaliștilor de schi, pentru performanțele sale în timpul sezonului precedent.
Hirscher a câștigat din nou Cupa Mondială la general în 2013, cu 6 victorii; el a câștigat, de asemenea, titlul la slalom și a fost pe locul al doilea la slalom uriaș. Hirscher a reușit un total de 18 clasări pe podium din 19 curse în cele două probe tehnice. Singura cursa fie slalom, fie slalom uriaș, unde a terminat în afara primilor trei a fost slalomul uriaș de la Adelboden. În această cursă Hirscher era lider după primul tur, și-a mărit avantajul la peste o secundă în a doua cursă, dar aproape a căzut cu câteva porți înainte de final, pierzând astfel victoria și a terminând doar al 16-lea. El a devenit primul schior care și-a păstrat titlul la general de la colegul austriac Stephan Eberharter în 2002 și 2003, și primul care să-l câștige trei ani la rând, de la american Phil Mahre care a făcut acest lucru în 1981, 1982 și 1983.
În 2015 Hirscher a dominat clasamentul la slalom uriaș cu 5 victorii, inclusiv o marjă câștigătoare de 3,28 secunde în Garmisch,  și a câștigat titlul la slalom uriaș pentru a doua oară. Cu victoria la slalom de la Zagreb, a devenit cel mai de succes schior austriac la Cupa Mondială de slalom depășindu-l pe Benjamin Raich. În cursa finală a sezonului de la Meribel a răsturnat un deficit de 55 puncte în clasament câștigand cel de-al 16-lea său slalom la Cupa Mondială, și, o dată cu el, a câștigat titlul la slalom pentru al treilea an consecutiv. Hirscher a devenit primul schior care a câștigat Cupa Mondială la general de patru ori la rând.
În 2016 Hirscher a devenit cel mai de succes schior austriac la Cupa Mondială la slalom uriaș prin victoria de la Beaver Creek, Colorado, depășindu-i pe Benjamin Raich și Hermann Maier. Cu victoria la slalom uriaș de la Alta Badia, Italia (a treia victorie consecutivă), a devenit cel mai de succes schior al Austriei la Cupa Mondială în proba de slalom uriaș depășind-o pe Annemarie Moser-Pröll.
La [[Jocurile Olimpice de iarnă din 2018 a câștigat medalia de aur atât la slalom uriaș cât și la combinată alpină.

## Rezultate Cupa Mondială

### Titluri
- 9 titluri - (4 la General, 2 la Slalom uriaș, 3 la Slalom)

| Sezon | Disciplină   |
| ----- | ------------ |
| 2012  | General      |
| 2012  | Slalom uriaș |
| 2013  | General      |
| 2013  | Slalom       |
| 2014  | General      |
| 2014  | Slalom       |
| 2015  | General      |
| 2015  | Slalom uriaș |
| 2015  | Slalom       |

### Clasări pe sezoane
| Sezon | Vârsta | General | Slalom | Slalom uriaș | Super-G | Coborâre | Combinata |
| ----- | ------ | ------- | ------ | ------------ | ------- | -------- | --------- |
| 2007  | 17     | 153     | —      | 47           | —       | —        | —         |
| 2008  | 18     | 51      | 15     | 60           | —       | —        | —         |
| 2009  | 19     | 14      | 9      | 14           | 52      | —        | 10        |
| 2010  | 20     | 6       | 8      | 6            | 34      | —        | 12        |
| 2011  | 21     | 15      | 5      | 10           | —       | —        | —         |
| 2012  | 22     | 1       | 3      | 1            | 27      | —        | —         |
| 2013  | 23     | 1       | 1      | 2            | 27      | —        | —         |
| 2014  | 24     | 1       | 1      | 2            | 31      | —        | 8         |
| 2015  | 25     | 1       | 1      | 1            | 24      | —        | 6         |

### Victorii în curse
- 35 victorii – (1 Super-G, 17 Slalom uriaș, 16 Slalom, 1 Paralel)
- 78 podiumuri – (2 Super-G, 35 Slalom Uriaș, 35 Slalom, 2 Paralel)

Notă: doar victoriile sunt trecute în tabel
| Sezon | Dată        | Oraș                             | Disciplină     |
| ----- | ----------- | -------------------------------- | -------------- |
| 2010  | 13 dec 2009 | Val d'Isère, Franța              | Slalom uriaș   |
| 2010  | 30 ian 2010 | Kranjska Gora, Slovenia          | Slalom uriaș   |
| 2011  | 12 dec 2010 | Val d'Isère, Franța              | Slalom         |
| 2012  | 4 dec 2011  | Beaver Creek, SUA                | Slalom uriaș   |
| 2012  | 19 dec 2011 | Alta Badia, Italia               | Slalom         |
| 2012  | 5 ian 2012  | Zagreb, Croația                  | Slalom         |
| 2012  | 7 ian 2012  | Adelboden, Elveția               | Slalom uriaș   |
| 2012  | 8 ian 2012  | Adelboden, Elveția               | Slalom         |
| 2012  | 24 ian 2012 | Schladming, Austria              | Slalom         |
| 2012  | 18 feb 2012 | Bansko, Bulgaria                 | Slalom uriaș   |
| 2012  | 19 feb 2012 | Bansko, Bulgaria                 | Slalom         |
| 2012  | 17 mar 2012 | Schladming, Austria              | Slalom uriaș   |
| 2013  | 9 dec 2012  | Val d'Isère, Franța              | Slalom uriaș   |
| 2013  | 18 dec 2012 | Madonna di Campiglio, Italia     | Slalom         |
| 2013  | 6 ian 2013  | Zagreb, Croația                  | Slalom         |
| 2013  | 13 ian 2013 | Adelboden, Elveția               | Slalom         |
| 2013  | 27 ian 2013 | Kitzbühel, Austria               | Slalom         |
| 2013  | 29 ian 2013 | Moscova, Rusia                   | Slalom Paralel |
| 2014  | 17 nov 2013 | Levi, Finlanda                   | Slalom         |
| 2014  | 14 dec 2013 | Val d'Isère, Franța              | Slalom uriaș   |
| 2014  | 22 dec 2013 | Alta Badia, Italia               | Slalom uriaș   |
| 2014  | 12 ian 2014 | Adelboden, Elveția               | Slalom         |
| 2014  | 16 mar 2014 | Lenzerheide, Elveția             | Slalom         |
| 2015  | 26 oct 2014 | Sölden, Austria                  | Slalom uriaș   |
| 2015  | 12 dec 2014 | Åre, Suedia                      | Slalom uriaș   |
| 2015  | 14 dec 2014 | Åre, Suedia                      | Slalom         |
| 2015  | 21 dec 2014 | Alta Badia, Italia               | Slalom uriaș   |
| 2015  | 6 ian 2015  | Zagreb, Croația                  | Slalom         |
| 2015  | 10 ian 2015 | Adelboden, Elveția               | Slalom uriaș   |
| 2015  | 1 mar 2015  | Garmisch Partenkirchen, Germania | Slalom uriaș   |
| 2015  | 22 mar 2015 | Meribel, Franța                  | Slalom         |
| 2016  | 5 dec 2015  | Beaver Creek, SUA                | Super-G        |
| 2016  | 6 dec 2015  | Beaver Creek, SUA                | Slalom uriaș   |
| 2016  | 12 dec 2015 | Val d'Isère, Franța              | Slalom uriaș   |
| 2016  | 20 dec 2015 | Alta Badia, Italia               | Slalom uriaș   |

## Rezultate Campionate Mondiale
| An   | Vârsta | Slalom                    | Slalom Uriaș              | Super-G                   | Coborâre                  | Combinata                 | Proba pe echipe           |
| ---- | ------ | ------------------------- | ------------------------- | ------------------------- | ------------------------- | ------------------------- | ------------------------- |
| 2009 | 19     | DSQ1                      | 4                         | —                         | —                         | DNF                       |                           |
| 2011 | 21     | accidentat: nu a concurat | accidentat: nu a concurat | accidentat: nu a concurat | accidentat: nu a concurat | accidentat: nu a concurat | accidentat: nu a concurat |
| 2013 | 23     | 1                         | 2                         | —                         | —                         | —                         | 1                         |
| 2015 | 25     | DNF2                      | 2                         | —                         | —                         | 1                         | 1                         |

## Rezultate Jocuri Olimpice
| An   | Vârsta | Slalom | Slalom Uriaș | Super-G | Coborâre | Combinata |
| ---- | ------ | ------ | ------------ | ------- | -------- | --------- |
| 2010 | 20     | 5      | 4            | —       | —        | —         |
| 2014 | 24     | 2      | 4            | —       | —        | —         |